# Datornätverk (fordon)
Datornätverk består inom fordon av en sammankoppling mellan komponenter (noder) för att utbyta information som krävs för vissa funktioner . Dessa komponenter kallas styrenheter.
Syftet med datornätverk för fordon är dels att minska antalet kabelförbindelser vilket sänker kostnaderna och ökar tillförlitligheten. Dels genom programmerbarheten  möjliggöra mer avancerade funktioner . vilket ökar värdet för förare och passagerare. 

## Historia
Nätverk för fordon började införas av allehanda slag i slutet av 1970. I början av 2000-talet minskade antalet varianter till ett fåtal de-facto-standards, vilket medförde att leverantörerna fick större volymer och kunde sänka priserna. Datornätverken för fordon används numera i personbilar, lastbilar, bussar, tåg, båtar, flygplan och entreprenadmaskiner. De används även i utrustningar som ej har med fordon att göra till exempel inom automation och medicinteknik. Oftast finns flera typer av nätverk inom samma fordon. Utvecklingen inom området går snabbt och sannolikt uppstår nya standarder i framtiden till exempel Ethernet för högre hastigheter.

## Teknik
Noderna kan utgöras av:
- Styrenheter eller datorer som styr en delfunktion i fordonet till exempel motorstyrsystem eller bromssystem och i enklare fall av
- Styrenheter som har en inbyggd enkel processor som kan ta emot och sända meddelanden till exempel en batteriövervakare som på begäran kan avläsa och meddela spänning, ström och temperatur i batteriet eller en kylfläkt som kan ta emot ett meddelande om önskad effekt och styra fläktmotorn.

Nätet kan utgöras av en eller två elledningar, optisk fiber eller radiosignal. Ledningarna ingår normalt i fordonets sammankopplade kabelmattor.
Näten innehåller normalt funktioner för verifiering av sänd information och omsändning vid fel. De innehåller även diagnos av fysiska funktioner. 
Datornätverken för fordon är speciellt anpassade till den miljö som finns i ett fordon med stora temperaturskillnader, korrosion, vibrationer, elektromagnetiska störningar och spänningsvariationer. Oftast strävar man efter att placera noderna i kupén där miljön är skonsammare.

## Olika nätverk
De vanligaste nätverken var 2012:
- Controller Area Network - CAN. Utvecklat av Bosch, används vid högre hastighetskrav och kräver riktiga mikrodatorer i noderna.
- Local Interconnect Network - LIN utvecklat av ett konsortium, används vid lägre hastighetskrav och kräver en riktig mikrodator som "master" men kan ha noder med bara en enkel processor.
- Media Oriented Systems Transport - MOST utvecklat av ett konsortium och anpassat till data avseende ljud-/video-kanaler med garanterad hastighet.
- Blåtand - Bluetooth ett generellt system för radiokommunikation på kort avstånd som kan tillåta kommunikation mellan förarens personliga utrustning såsom telefon eller mediaspelare och fordonets infotainment-utrustning till exempel mikrofon, skärm och högtalarsystem.

I fordon kan det även finnas anslutningar snarare än nätverk till exempel Diagnosuttag (bilar) för standardiserad avläsning av emmissionsdata och USB-port till mediedator.